# 北上市立黒沢尻東小学校
北上市立黒沢尻東小学校（きたかみしりつ くろさわじりひがししょうがっこう）は、岩手県北上市中野町にある公立小学校。

## 概要
北上市中野町に校舎を構えており、市内の小学校では西小学校と並び生徒数が多い学校である。
平成18・19年度、北上市教育委員会より小中高キャリア教育地域ぐるみ推進事業に係わる調査研究校の指定を受けて、研究に取り組んでいる。

## 沿革
- 1873年（明治6年）5月1日 - 創立 第7区1番黒沢尻小学校と称し、黒沢尻町字里分諏訪町309番地に開校（児童数男79名女42名計121名職員数2名）
- 1876年（明治9年）4月1日 - 本石町35番地に校舎を新築移転
- 1879年（明治12年）11月23日 - 公立黒沢尻小学校と改称
- 1941年（昭和16年）4月1日 - 黒沢尻国民学校と改称
- 1947年（昭和22年）4月1日 - 黒沢尻町立黒沢尻小学校と改称
- 1954年（昭和29年）4月1日 - 北上市立黒沢尻小学校と改称
- 1960年（昭和35年）
  - 4月1日 - 北上市立黒沢尻東小学校創立（児童数 男611名 女545名 計1,156名）
  - 9月 - 校章制定
  - 12月24日 - 校歌制定、校旗樹立
- 1961年（昭和36年）7月27日 - ビニール簡易プール落成
- 1962年（昭和37年）
  - 3月20日 - 校是「自主」「創造」を掲額
  - 11月29日 - 学校完全給食施設落成
- 1970年（昭和45年）6月22日 - 新校舎工事竣工
- 1971年（昭和46年）
  - 1月10日 - 屋内体育館工事竣工
  - 7月3日 - 言語障害学級開設
  - 9月2日 - 新校舎落成式
- 1972年（昭和47年）7月1日 - プール竣工
- 1973年（昭和48年）4月1日 - 聴覚障害学級開設
- 1980年（昭和55年）
  - 4月1日 - 学区の一部（10区上野町、児童148名）を分離し、黒沢尻北小学校へ移管
  - 10月26日 - 創立20周年記念環境整備落成記念式典
- 1983年（昭和58年）4月1日 - 精神薄弱学級開設
- 1990年（平成2年）1月27日 - 創立30周年記念式典祝賀会
- 1991年（平成3年）4月1日 - 情緒障害学級開設
- 1992年（平成4年）3月20日 - 校舎・体育館大規模改修工事完了
- 1997年（平成9年）12月20日 - 下水道整備事業完了
- 2002年（平成14年）4月1日 - 障害者用洋式トイレ設置
- 2007年（平成19年）12月13日 - 灯油配管工事

## 学校行事
- 4月 - 入学式 交通安全教室
- 5月 - 運動会 小学生陸上競技交流大会
- 6月 - 修学旅行 北上ジュニア陸上競技大会 鑑賞教室
- 7月 - ちびっこオリンピック 北上市小学生体験発表会 小学生陸上競技交流大会
- 9月 - 青少年芸術鑑賞
- 10月 - 持久走大会
- 11月 - 学習発表会 北上市音楽発表会
- 2月 - 6年生を送る会
- 3月 - 卒業式

## 進学先中学校
- 北上市立北上中学校